# Schloss Neuhaus (Ehrstädt)

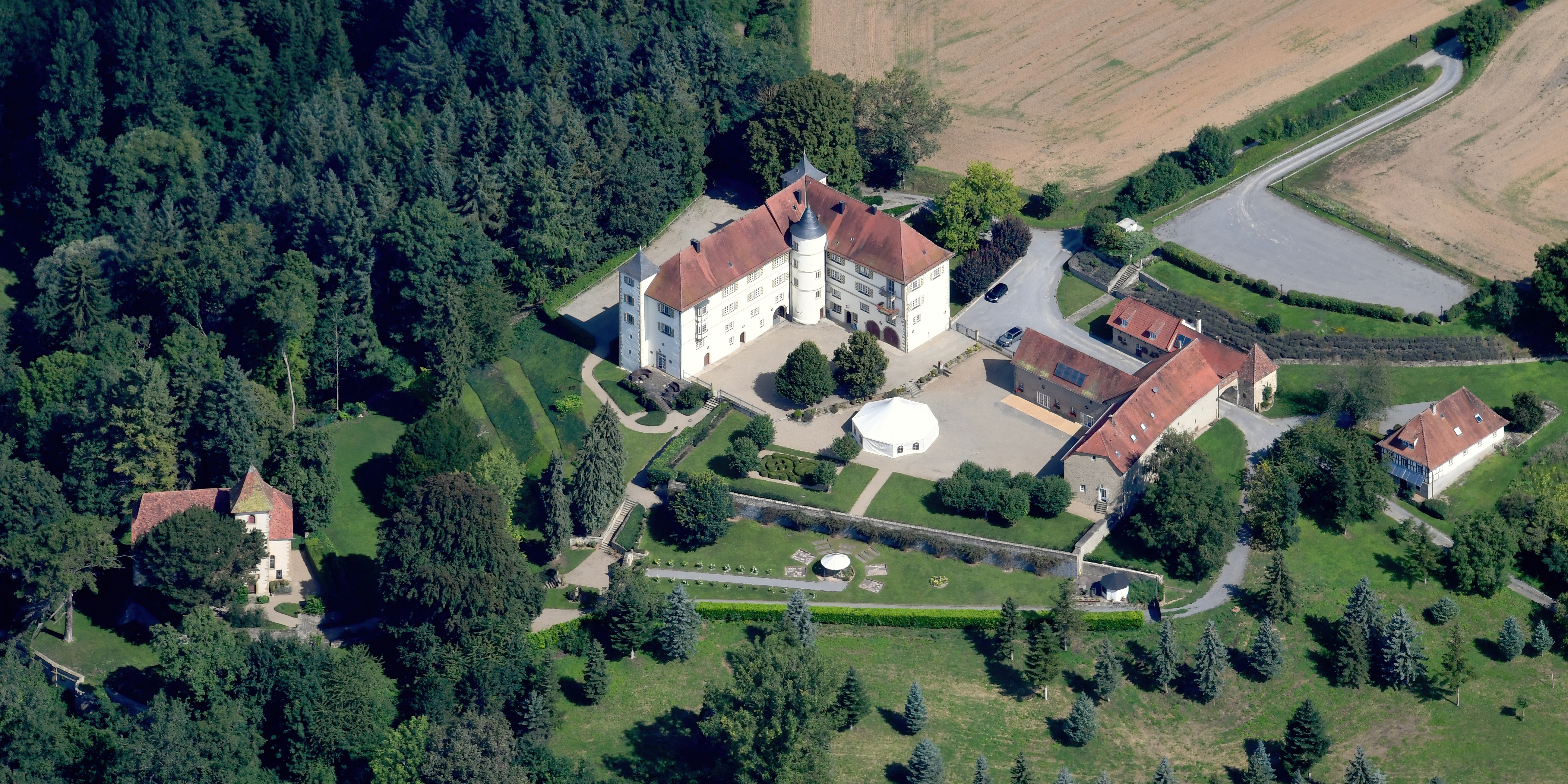
Luftbild des Schlosses Neuhaus

Schloss Neuhaus im Südwesten der Gemarkung Ehrstädt

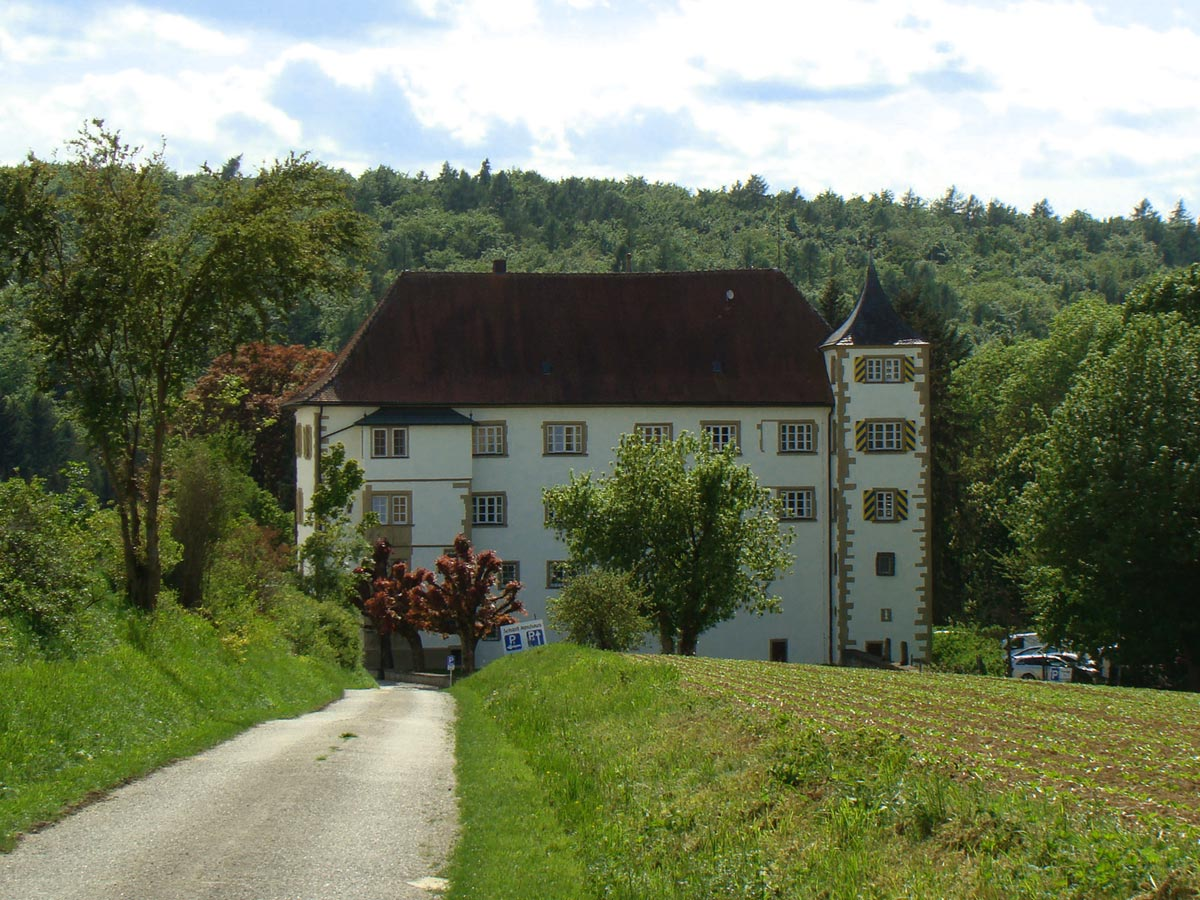
Schloss Neuhaus von Nordosten

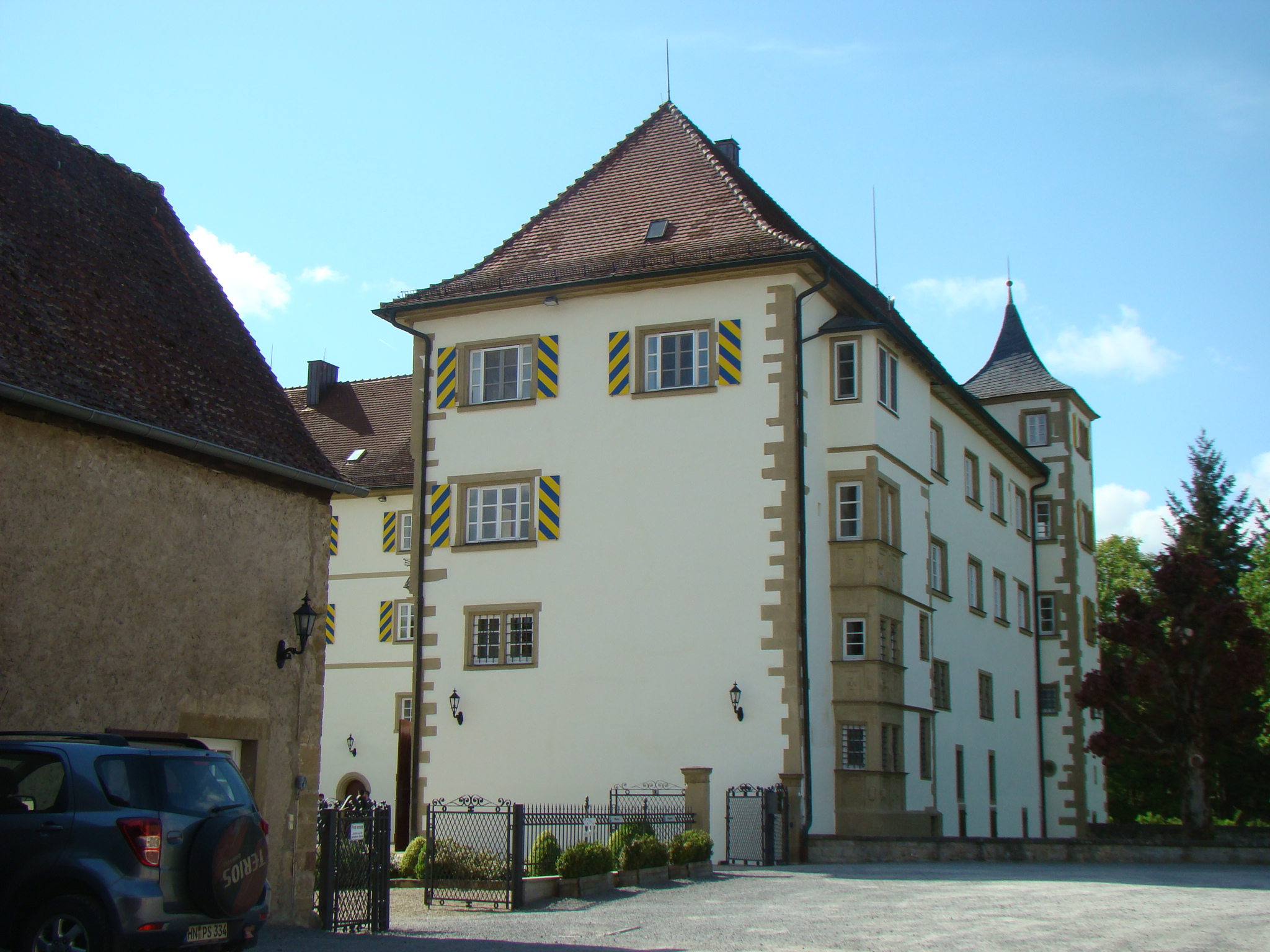
Schloss Neuhaus, Ostflügel

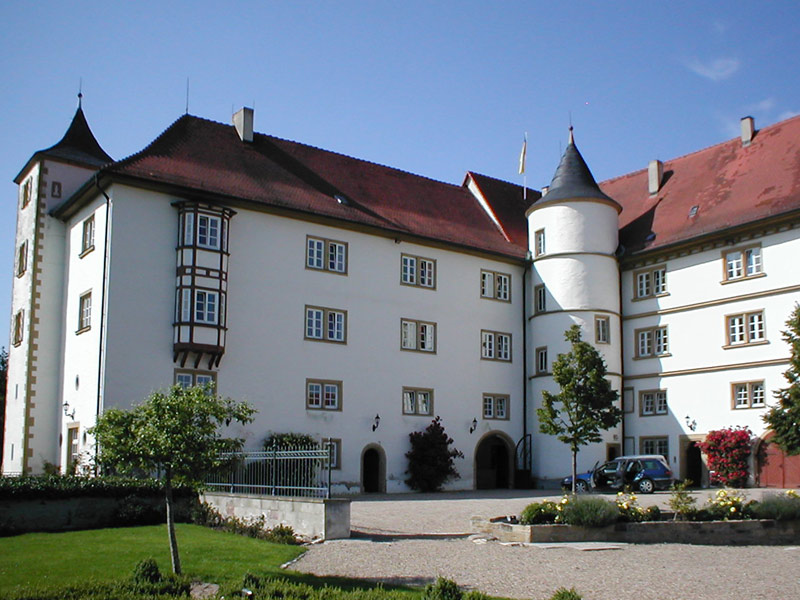
Schloss Neuhaus, Treppenturm

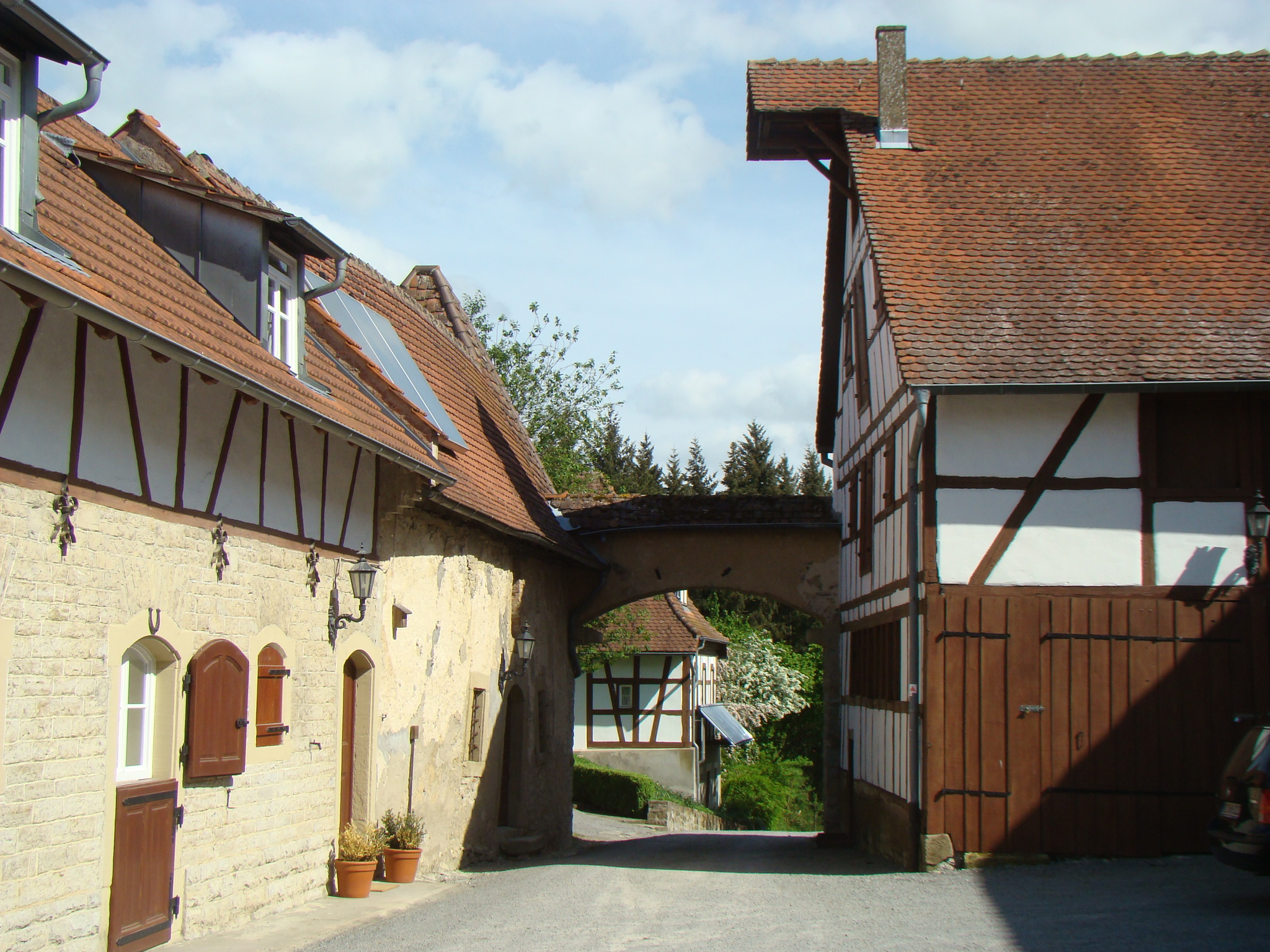
Wirtschaftsgebäude

Schloss Neuhaus bei Ehrstädt, einem Stadtteil der großen Kreisstadt Sinsheim im Rhein-Neckar-Kreis im nördlichen Baden-Württemberg, ist ein in der Hügellandschaft des Kraichgau in Einzellage stehender historischer Herrensitz, der heute im Besitz der Freiherren von Gemmingen ist und vor allem als Hochzeitslocation genutzt wird.

## Lage
Das Schloss steht in einer Höhe von etwa 230 m ü. NHN auf dem Sporn eines südwestlich ziehenden Hügelrückens zwischen den Seitentalmündungen des Dombachs im Osten und des Mühlbachs im Westen. Die zwei Bäche sind Nebenflüsse des Insenbachs, der nur etwa einen Viertelskilometer südlich vom Hauptgebäude entfernt auf etwas unter 200 m ü. NHN westwärts vorbeizieht. Über den Hügelrücken streckt sich ein Flurkeil von der offenen Hügellandschaft um Ehrstädt im Nordosten zum ebenfalls abschnittsweise offenen Grund des Insenbachtales, die übrige Umgebung ist bewaldet.

## Geschichte
Ein Vorgängerbau des heutigen Schlosses wurde 1333 erstmals urkundlich erwähnt, als Berthold von Massenbach von Graf Eberhard von Württemberg mit der halben Burg Newhus und dem nahen Ort Ehrstädt belehnt wurde. Die Hälfte der Burg befand sich danach länger im Besitz eines Zweiges der Herren von Massenbach, die sich dort von Massenbach-Neuhaus und im 15. Jahrhundert nur noch von Neuhaus oder vom Neuenhaus nannten. Die andere Hälfte der Burg war im Besitz der mit den Massenbach stammverwandten Herren von Gemmingen. Im späten 15. Jahrhundert scheint ein Teil des Besitzes auch bei den Herren von Sachsenheim gelegen zu haben oder an Pfalzgraf Otto II. verpfändet gewesen zu sein. Durch Gütertausch kam Philipp von Neuhaus 1541 in den Besitz der ganzen Burg. Mit Hans Philipp von Neuhaus starb 1580 die Linie Neuhaus aus. Das Lehen fiel an Württemberg heim. Neuer Besitzer der Burg wurde Christoph von Degenfeld, der 1580 von Württemberg mit der Burg und dem halben Ort Ehrstädt belehnt wurde und 1582 von Worms auch das Lehen über die restliche Hälfte von Ehrstädt erhielt. Die Herren von Degenfeld ließen die alte Burg abreißen und an ihrer Stelle um 1596/97 das heutige Schloss errichten, das ihren alten Stammsitz, Schloss Degenfeld in Gmünd, ersetzte. Die Nachkommen von Christophs Sohn Johann Christoph I. von Degenfeld († 1613) teilten den Besitz in die Äste Eulenhof, Neuhaus und Ehrstädt, von denen 1889 nur noch die Linie Eulenhof blühte, so dass dieser auch der Besitz an Neuhaus zufiel. Hauptsitz der Familie wurde im 19. Jahrhundert Schloss Schomberg bei Stebbach.
Der letzte Besitzer aus der Familie von Degenfeld war August von Degenfeld. Nach dessen Tod 1921 erbten seine Töchter Hertha und Ruth seinen Besitz bestehend aus Schloss Neuhaus, Schloss und Gut Ehrstädt, Wagenbacher Hof, Eulenhof und einem Wald beim Unterbiegelhof. Bei der Erbteilung kamen Schloss Neuhaus mit dem Eulenhof 1926 an Hertha von Gemmingen geb. Degenfeld (1894–1963). Der Besitz umfasste damals 150 Hektar Ackerflächen und 138 Hektar Wald. Herthas Gatte Eberhard von Gemmingen (1883–1952) erwarb 1928 noch den benachbarten Rauhof, zu dem weitere 54 Hektar Land gehörten. Das Paar wohnte seit seiner Hochzeit in Schloss Babstadt und bezog, nachdem dieses nach dem Zweiten Weltkrieg von den Amerikanern besetzt war, das Schloss Neuhaus. Der gesamte Besitz kam 1963 an den Sohn Pleikard von Gemmingen, der 1975 auf den Rauhof zog. Von diesem kam der Besitz 1993 an dessen Sohn Michael von Gemmingen (* 1971), der heute den Besitz vom Rauhof aus verwaltet. Das Schloss war um 1990 an die Stuttgarter Firma GEZE vermietet. Später wurde es zum Beherbergungsbetrieb umgebaut, der insbesondere für Hochzeitsfeiern vermietet wird. Trauungen können in der historischen Schlosskapelle stattfinden, im Schloss selbst können rund 160 Personen beherbergt werden.
Um die Erforschung der Geschichte von Schloss Neuhaus und Ehrstädt hat sich insbesondere Friedrich Hub (1895–1980) verdient gemacht, wofür er 1975 zum Ehrenbürger der Großen Kreisstadt Sinsheim ernannt wurde.

## Beschreibung

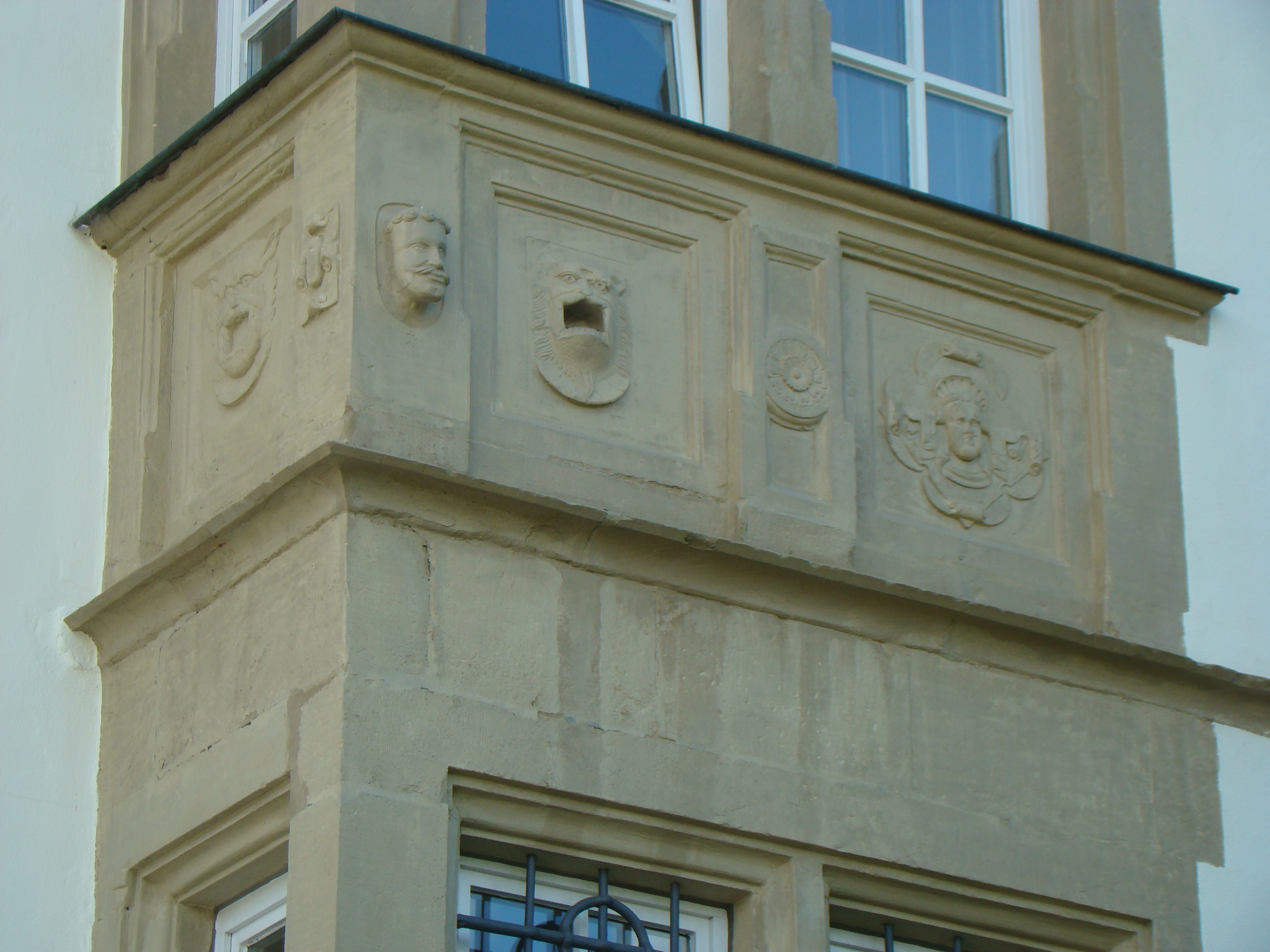
Bauschmuck am Erker des Ostflügels

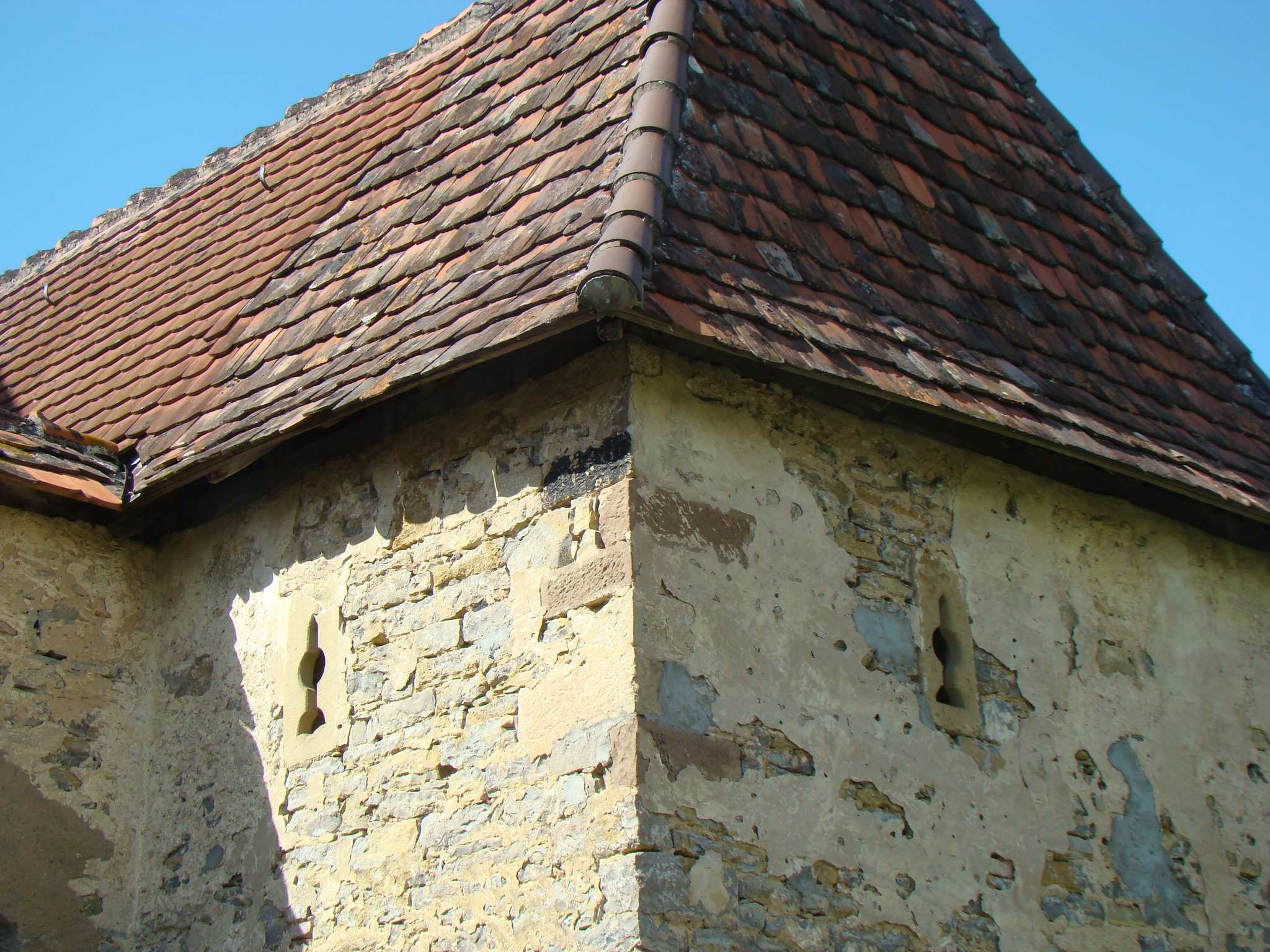
Schießscharten am Torhaus der Vorburg

Schloss Neuhaus ist ein zweiflügeliges dreigeschossiges Gebäude aus verputztem Bruchsteinmauerwerk mit Eckquaderung, wobei in den inneren Winkel der rechtwinklig aneinanderstoßenden Flügel ein runder Treppenturm angebaut ist. Der Ostflügel des Schlosses ist am Erdgeschoss datiert 1596, der Treppenturm trägt an seiner Tür die Jahreszahl 1597. Die nördliche Außenseite des Westflügels wird von zwei rechteckigen Ecktürmen flankiert. Der Ostflügel weist an seiner Außenseite einen schmuckvollen historischen Standerker auf, der Erker an der Innenseite des Westflügels ist jüngeren Datums.
Von den Flügelbauten gingen einst rechtwinklig Befestigungsmauern aus, die an der gegenüberliegenden Seite im heutigen Hof in einen Rundturm mündeten, womit sich einst das Bild eines rechtwinkligen umschlossenen Burghofs bot. Nach Südosten hin schloss sich an den Burghof ein ebenfalls rechtwinkliger und umschlossener Wirtschaftshof als Vorburg an. Die Befestigungsmauern, der Rundturm und ein Teil der Wirtschaftsgebäude wurden in späterer Zeit abgerissen, so dass das Schlossgebäude heute freistehend ist und sich östlich davon eine lose Gruppe von Wirtschaftsgebäuden anschließt. Der einst wehrhafte Charakter der Anlage ist nur noch an wenige Details wie den Schießscharten am Torhaus der Vorburg zu erahnen.
Westlich unterhalb des Schlossplateaus befindet sich die Schlosskapelle von 1602, in der sich das schmuckvolle Grabmal von Johann Christoph I. von Degenfeld († 1613) sowie ein prachtvolles Epitaph, das ihn mit seiner Gattin Barbara von Reischach zeigt, erhalten haben.